# Mr. W
Mr. W es el quinto álbum de estudio del cantante puertorriqueño Wisin. Fue lanzado el 26 de abril de 2024 bajo la discográfica Sony Music Latin. Caracterizado por la fusión de distintos ritmos urbanos, el álbum se estrenó junto a su sencillo «Perreo 101» con Yandel, compañero de dúo de Wisin como Wisin & Yandel. También incluye de las participaciones de Anuel AA, Chencho Corleone, Claudy-O, Cosculluela, Darell, Don Omar, Emilia, Franco el Gorila, Gabito Ballesteros, Gallego, Jowell & Randy, Lenny Tavárez, Lyanno, Mora, Ñengo Flow, Omar Courtz, Pedro Capó, Randy, Redimi2 y Young Miko.
Cuenta con una edición deluxe, donde se añaden seis canciones más y dos versiones diferentes de dos anteriores. Fue publicada el 21 de junio de 2024, compartiendo el estreno con su sencillo «A distancia» con De la Ghetto. Esta versión incluye las colaboraciones adicionales de Anitta, Chris Andrew, Maffio, Manuel Turizo, María Laura, Piso 21, Shaggy.

## Lista de canciones

### Mr.W
| N.º | Título                                          | Duración |  |
| 1.  | «Calle Sin Salida» (con Redimi2 y Gallego)      | 4:12     |  |
| 2.  | «Puro Guayeteo» (con Don Omar y Jowell & Randy) | 3:42     |  |
| 3.  | «Sazón»                                         | 3:22     |  |
| 4.  | «Aventura 2.0» (con Darell y Lenny Tavárez)     | 3:48     |  |
| 5.  | «Perreo 101» (con Yandel)                       | 3:24     |  |
| 6.  | «Bien Loco» (con Mora)                          | 3:32     |  |
| 7.  | «Himalaya» (con Pedro Capó)                     | 2:48     |  |
| 8.  | «Este Verano» (con Jory Boy)                    | 3:23     |  |
| 9.  | «Un Shot» (con Gabito Ballesteros)              | 3:22     |  |
| 10. | «Comerte Toa» (con Ñengo Flow y Randy)          | 3:52     |  |
| 11. | «Desnuda» (con Cosculluela)                     | 3:34     |  |
| 12. | «Tú»                                            | 3:43     |  |
| 13. | «Voy Subiendo» (con Franco El Gorila)           | 3:33     |  |
| 14. | «Devorándonos» (con Claudy-O)                   | 2:59     |  |
| 15. | «Loco Por Perrearte» (con Chencho Corleone)     | 3:32     |  |
| 16. | «Señorita» (con Young Miko)                     | 3:11     |  |
| 17. | «Cuerpo A Cuerpo» (con Omar Courtz)             | 4:04     |  |
| 18. | «Mi Exxx» (con Anuel AA)                        | 3:14     |  |
| 19. | «Tu Recuerdo» (con Emilia y Lyanno)             | 3:29     |  |
| 20. | «Baja Sube Sube» (con Jowell & Randy)           | 3:31     |  |

### Mr.W (Deluxe Edition)
| N.º | Título                                          | Duración |  |
| 1.  | «Sólido»                                        | 2:39     |  |
| 2.  | «A Distancia» (con De La Ghetto)                | 3:16     |  |
| 3.  | «Indirectas» (con Manuel Turizo)                | 3:21     |  |
| 4.  | «Grammy» (con Chris Andrew)                     | 3:04     |  |
| 5.  | «Beber» (con Piso 21)                           | 3:57     |  |
| 6.  | «Peligrosa» (con Anitta, Shaggy y Maffio)       | 3:44     |  |
| 7.  | «Tú» (con María Laura)                          | 3:43     |  |
| 8.  | «Himalaya» (con Pedro Capó) (Versión acústica)  | 3:01     |  |
| 9.  | «Calle Sin Salida» (con Redimi2 y Gallego)      | 4:12     |  |
| 10. | «Puro Guayeteo» (con Don Omar y Jowell & Randy) | 3:42     |  |
| 11. | «Sazón»                                         | 3:22     |  |
| 12. | «Aventura 2.0» (con Darell y Lenny Tavárez)     | 3:48     |  |
| 13. | «Perreo 101» (con Yandel)                       | 3:24     |  |
| 14. | «Bien Loco» (con Mora)                          | 3:32     |  |
| 15. | «Himalaya» (con Pedro Capó)                     | 2:48     |  |
| 16. | «Este Verano» (con Jory Boy)                    | 3:23     |  |
| 17. | «Un Shot» (con Gabito Ballesteros)              | 3:22     |  |
| 18. | «Comerte Toa» (con Ñengo Flow y Randy)          | 3:52     |  |
| 19. | «Desnuda» (con Cosculluela)                     | 3:34     |  |
| 20. | «Tú»                                            | 3:43     |  |
| 21. | «Voy Subiendo» (con Franco El Gorila)           | 3:33     |  |
| 22. | «Devorándonos» (con Claudy-O)                   | 2:59     |  |
| 23. | «Loco Por Perrearte» (con Chencho Corleone)     | 3:32     |  |
| 24. | «Señorita» (con Young Miko)                     | 3:11     |  |
| 25. | «Cuerpo A Cuerpo» (con Omar Courtz)             | 4:04     |  |
| 26. | «Mi Exxx» (con Anuel AA)                        | 3:14     |  |
| 27. | «Tu Recuerdo» (con Emilia y Lyanno)             | 3:29     |  |
| 28. | «Baja Sube Sube» (con Jowell & Randy)           | 3:31     |  |